# Crataegus punctata
Crataegus punctata — вид квіткових рослин із родини трояндових (Rosaceae).

## Біоморфологічна характеристика
Це дерево чи кущ 40–80 дм заввишки. Молоді гілочки запушені, 1-річні блідо-сірі; колючки на гілочках зазвичай численні, від ± прямих до ± вигнутих, 1-річні сірі, тонкі, 2–5 см; складні колючки на стовбурах присутні. Листки: ніжки листків 0.5–1.5 см, 12–20% від довжини пластини, запушені молодими, не залозисті; пластини від вузько-зворотно-яйцюватих до зворотно-ланцетних чи широко еліптичних, 4–7 см, основа вузько клиноподібна, часток 0 або 5–7 з боків, верхівки часток гострі, краї гостро пилчасті, іноді з'єднуються дистальніше, верхівка від майже гострої до тупої, нижня поверхня рідко коротковолоса, крім жилок, верх рідко коротковолосий і ± голий зрілим. Суцвіття 10–25-квіткові. Квітки 14–19 мм у діаметрі; чашолистки 6–8 мм мм; тичинок (10)20; пиляки кремові, рожеві або рожево-пурпурні. Яблука зазвичай темно-бордові, іноді червоні, оранжеві або жовті, ≈ кулясті, 11–16(20) мм у діаметрі. 2n = 34 Період цвітіння: травень і червень; період плодоношення вересень і жовтень.

## Ареал
Зростає у східній частині США (Алабама, Арканзас, Коннектикут, Делавер, Джорджія, Айова, Іллінойс, Індіана, Канзас, Кентуккі, Массачусетс, Меріленд, Мічиган, Міннесота, Міссурі, Міссісіпі, Північна Кароліна, Нью-Гемпшир, Нью-Джерсі, Нью-Йорк, Огайо, Оклахома, Пенсильванія, Род-Айленд, Південна Кароліна, Теннессі, Вірджинія, Вермонт, Вісконсин, Західна Вірджинія) та в східній частині Канади (Манітоба, Нова Шотландія, Онтаріо, Квебек).
Населяє відкриті ділянки, огорожі, сукцесійні поля, чагарники, світлі ліси, узліссях листяних лісів; на висотах 30–1800 метрів.

## Використання
Плоди вживають сирими чи приготованими (роблять желе, варення тощо) чи сушать.
Хоча конкретних згадок про цей вид не було помічено, плоди та квіти багатьох видів глоду добре відомі в трав'яній народній медицині як тонізувальний засіб для серця, і сучасні дослідження підтвердили це використання. Зазвичай його використовують у вигляді чаю чи настоянки.
Це Колюча рослина, яка добре реагує на обрізку та обрізку, її можна використовувати для створення захищених огорож або бар'єрів. Деревина роду Crataegus, як правило, має хорошу якість, хоча вона часто занадто мала, щоб мати велику цінність.

## Галерея

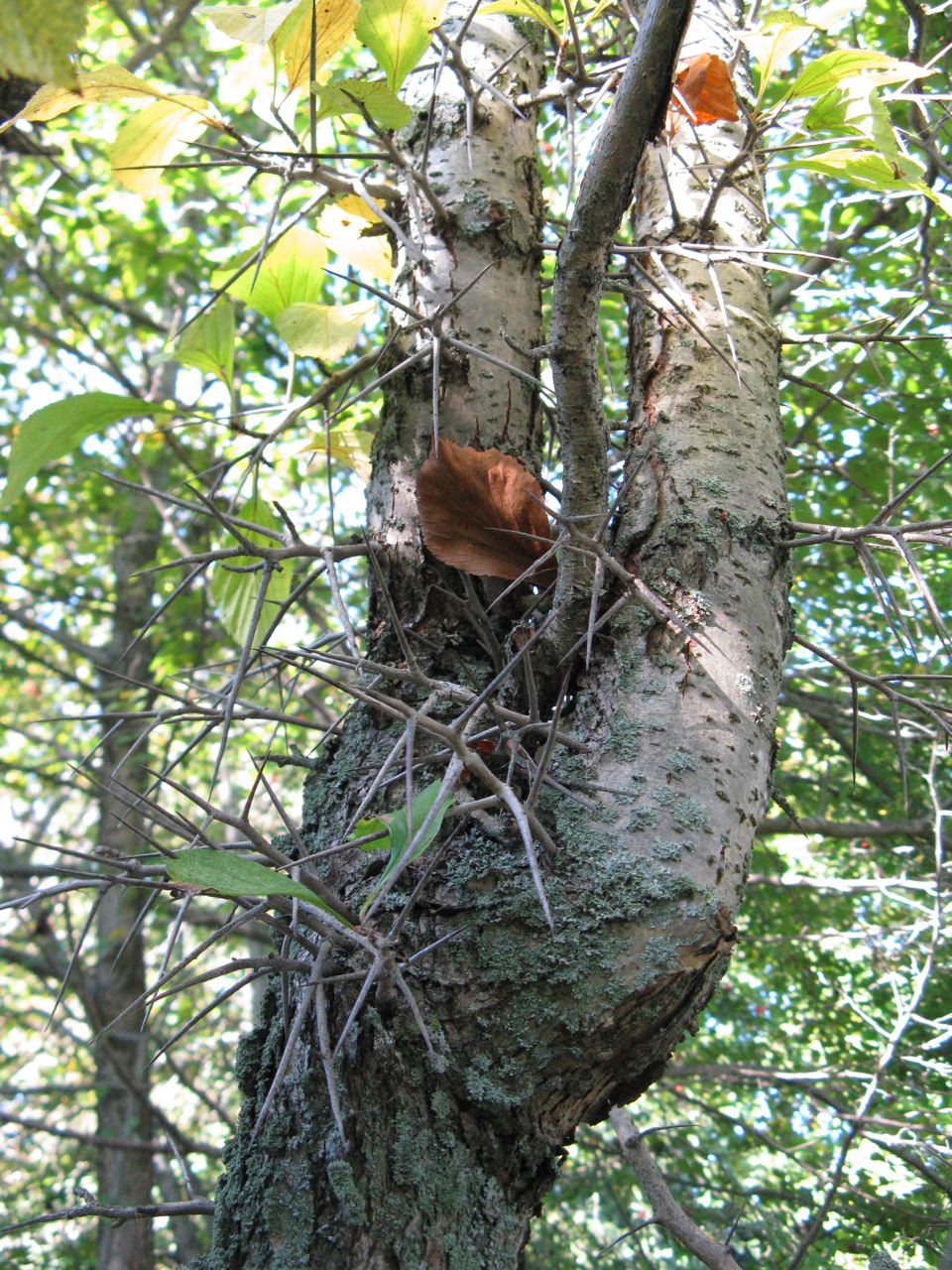
складні голки на стовбурі
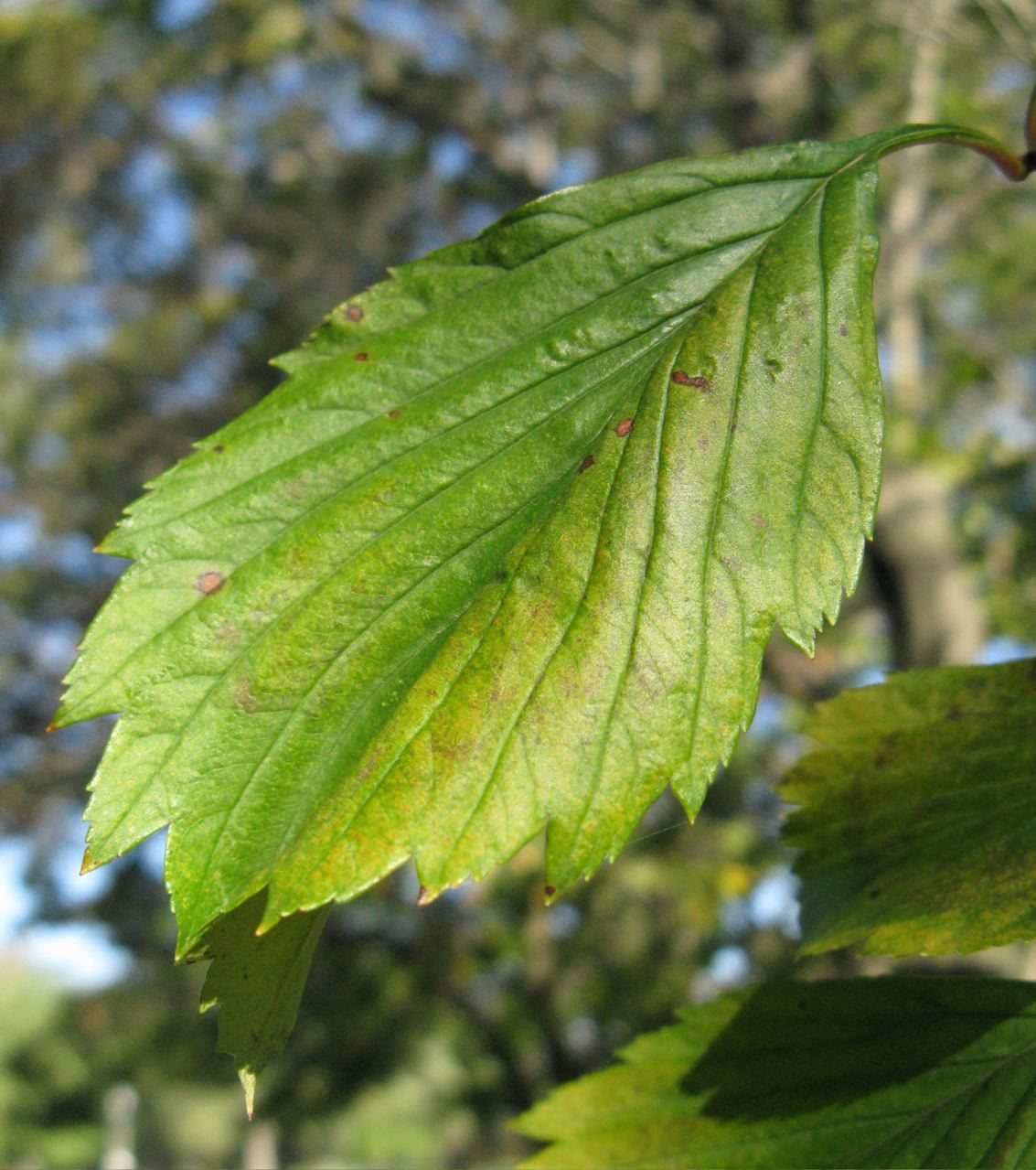
листок
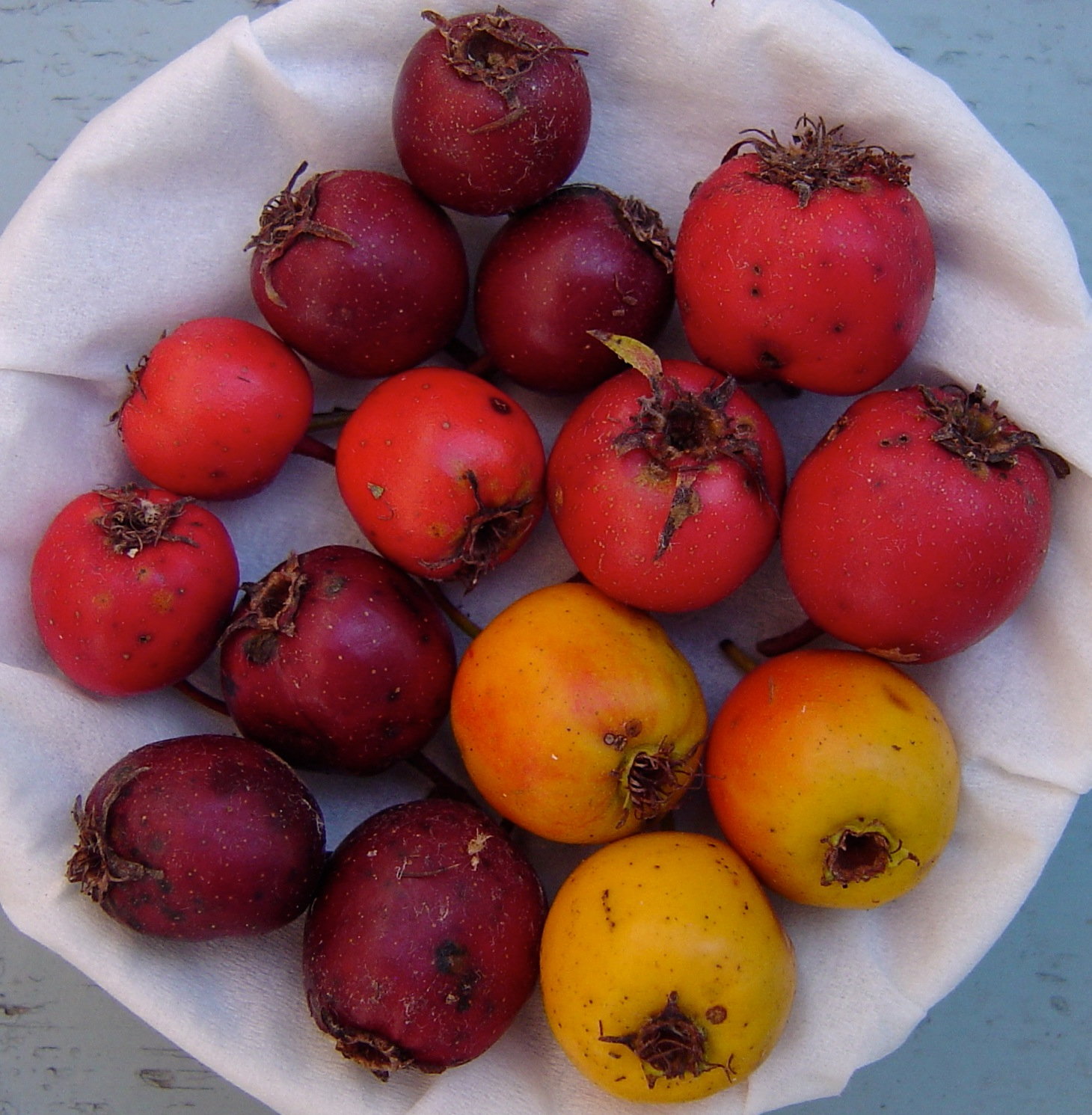
плоди
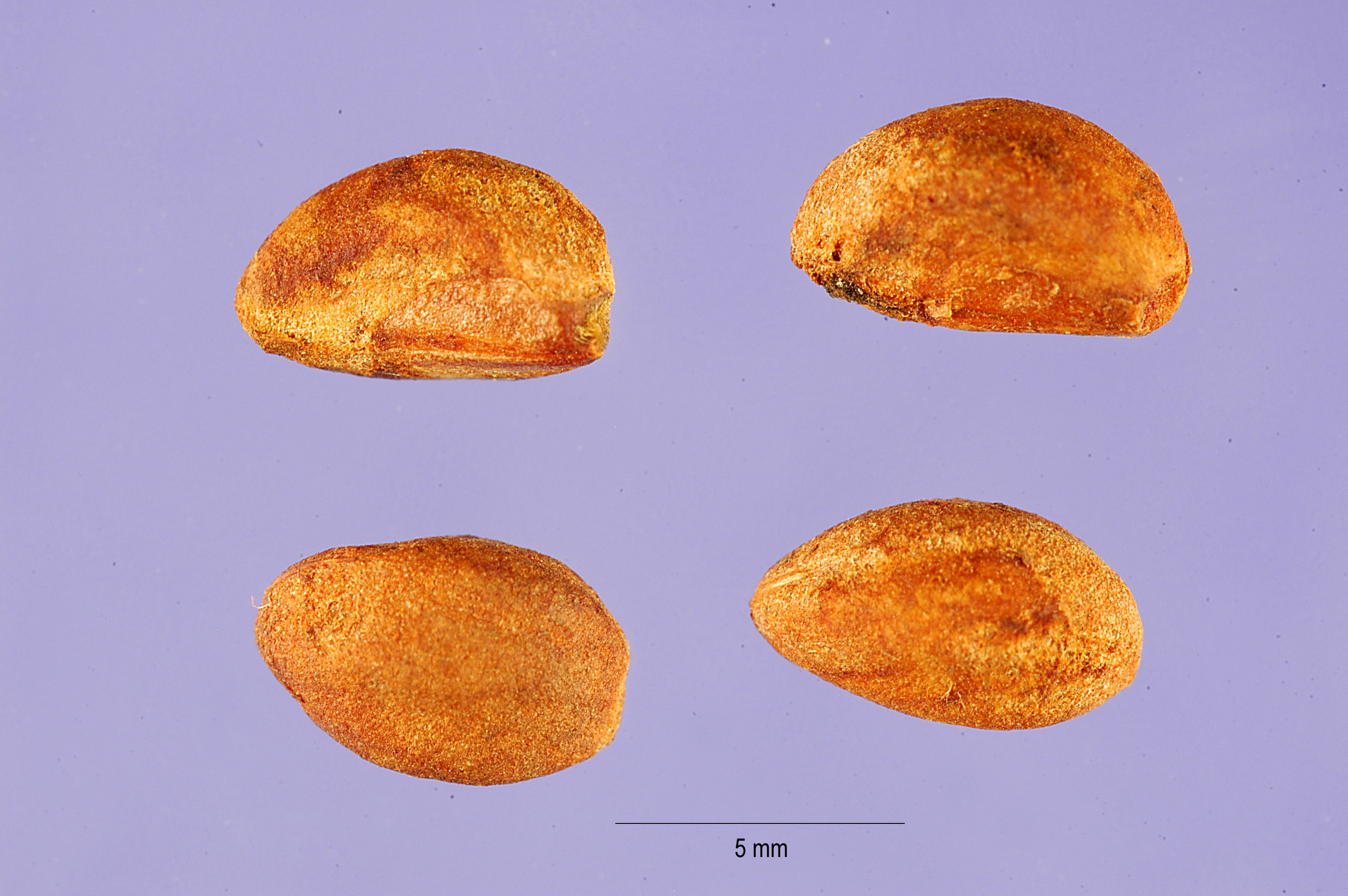
насіння